# Белорусская крестьянская партия «Зелёный дуб»
«Белорусская крестьянская партия Зеленого дуба», часто просто «Зелёный дуб» (бел. Беларуская сялянская партыя «Зялёны дуб») — политическая организация, которая с 1919 года и до начала 1930-х годов руководила антисоветским крестьянским белорусским движением на территории советской Белоруссии. Формальной целью партии было создание независимого белорусского государства.

## История
В 1910 году зародилась молодёжная организация «Зелёный дуб», ориентировавшаяся на крестьянство и интеллигенцию.
Летом 1919 года впервые приступила к боевым действиям (по инициативе Белорусской военной комиссии и Белорусского политического комитета в Варшаве). Газеты «Колокол» и «Беларусь» печатали «Дневник армии Зелёного Дуба», составленный руководителем организации Вячеславом Адамовичем (известным также как атаман Дергачёв).
Осенью 1920 года был создан Главный штаб партизанских отрядов, который возглавил полковник Владимир Ксеневич (партийная кличка Грач) и принят Устав организации.
Согласно Уставу, государственный строй независимой Белоруссии и земельный вопрос должно было определить Учредительное собрание. Предусматривалась интенсивная белорусизация, а также ориентация на Запад, Польшу и Украину. На печати «Зелёного дуба» помещалось изображение «Погоня» (всадник с мечом), а также череп и скрещенные кости. В то же время штаб организации и атаман Дергачёв пользовались печатью с изображением трёх дубовых листков.
Главный штаб «Зелёного Дуба» находился в Лунинце. Там комплектовались, вооружались и направлялись в БССР диверсионные группы. Вначале бойцов было всего 400 человек, делившихся на «пятёрки», которые, в свою очередь, становились ядром отдельных повстанческих отрядов, центрами притяжения недовольного советским строем крестьянства. «Зеленодубцы» вели боевые действия в Слуцком, Мозырском, Бобруйском, Борисовском, Игуменском районах. Атаман Дергачёв лично руководил отрядами «Зелёного Дуба» в Полесье.
В конце 1920 года в прифронтовой полосе с обеих сторон демаркационной линии (в то время шла Советско-польская война) действовало более десятка белорусских партизанских отрядов, которые выступали под общим наименованием «Зелёный дуб». С согласия и при поддержке польской разведки партизаны совершали нападения на контролируемую советскими войсками территорию, а в случае опасности отходили в Польшу. И хотя лозунгом «Зелёного дуба» была борьба за «независимую Беларусь в этнографических границах», на деле она имела в большей степени пропагандистское значение. Многие белорусские офицеры, участвовавшие в войне с Красной армией, в начале 1921 года посчитали установившееся перемирие на польско-советской границе лишь временным положением дел. В этом убеждении их укрепляли представители польской разведки, которые поставляли им оружие и средства на содержание отрядов.

## Ликвидация
После подписания 18 марта 1921 года Рижского мирного договора, согласно которому белорусам, проживавшим на территории Польши, запрещалось участвовать в любых боевых действиях против РСФСР, часть командиров «Зелёного дуба» признала белорусское эмигрантское правительство Вацлава Ластовского единственным законным правительством белорусского народа. Многие из них при этом оставили антисоветскую партизанскую деятельность и присоединились к антипольскому движению, который организовал Каунасский центр на территории Гродненщины и Виленщины.
Последние упоминания о «Зелёном дубе» относятся к началу 1930-х годов, после чего движение было частично разгромлено советскими силами, частично само по себе сошло на нет, в том числе в связи с начавшейся в Польше полонизацией белорусского населения (польским правительством был запрещён выпуск книг на белорусском языке, а также закрыты школы Товарищества белорусской школы в Гродненщине).

## Символика
Печать партизан «Зелёного дуба» представляла собой изображение «Погони», в то время как штаб организации и атаман Дергач использовали печать с изображением трёх дубовых листьев.
Так же сохранилось описание флага одного из отрядов «Зелёного дуба». Атаман Кречет описывал его так:
На ядвабным зялёным фоне, з аднаго боку, сумнымі вачыма глядзела аблічча Спаса, зь іншага боку быў крыж у дубовым трылісьніку й чэрап…

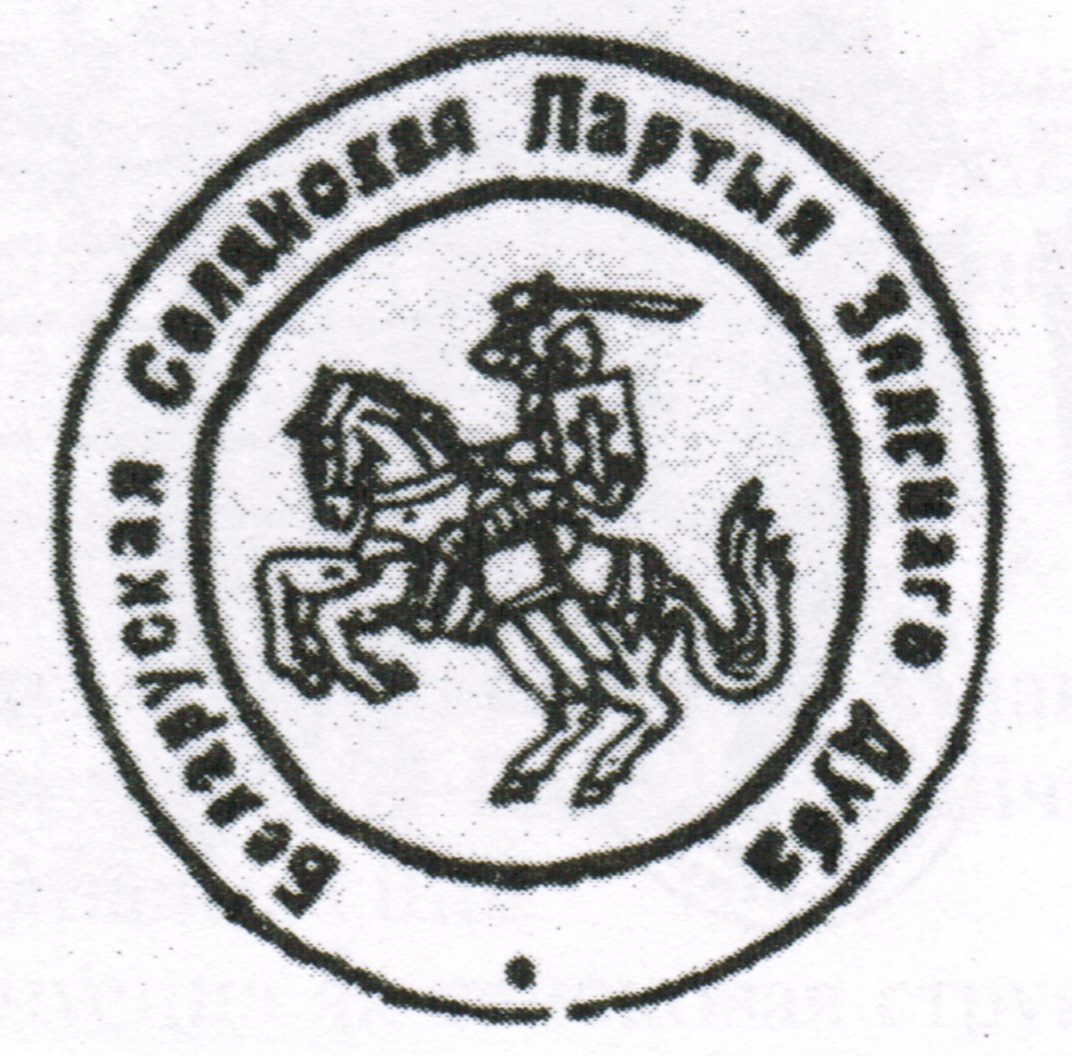
Первый вариант печати партизан (без надписи на латинице).
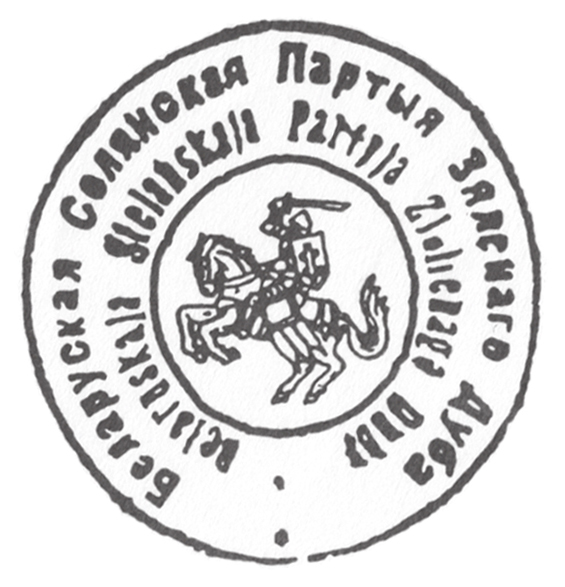
Второй вариант печати партизан (с надписью на латинице).
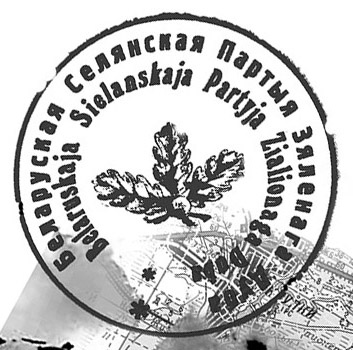
Печать штаба партии и атамана Дергача.
Реконструкция лицевой стороны знамени одного из отрядов партии (автор: Алексей Трубкин).
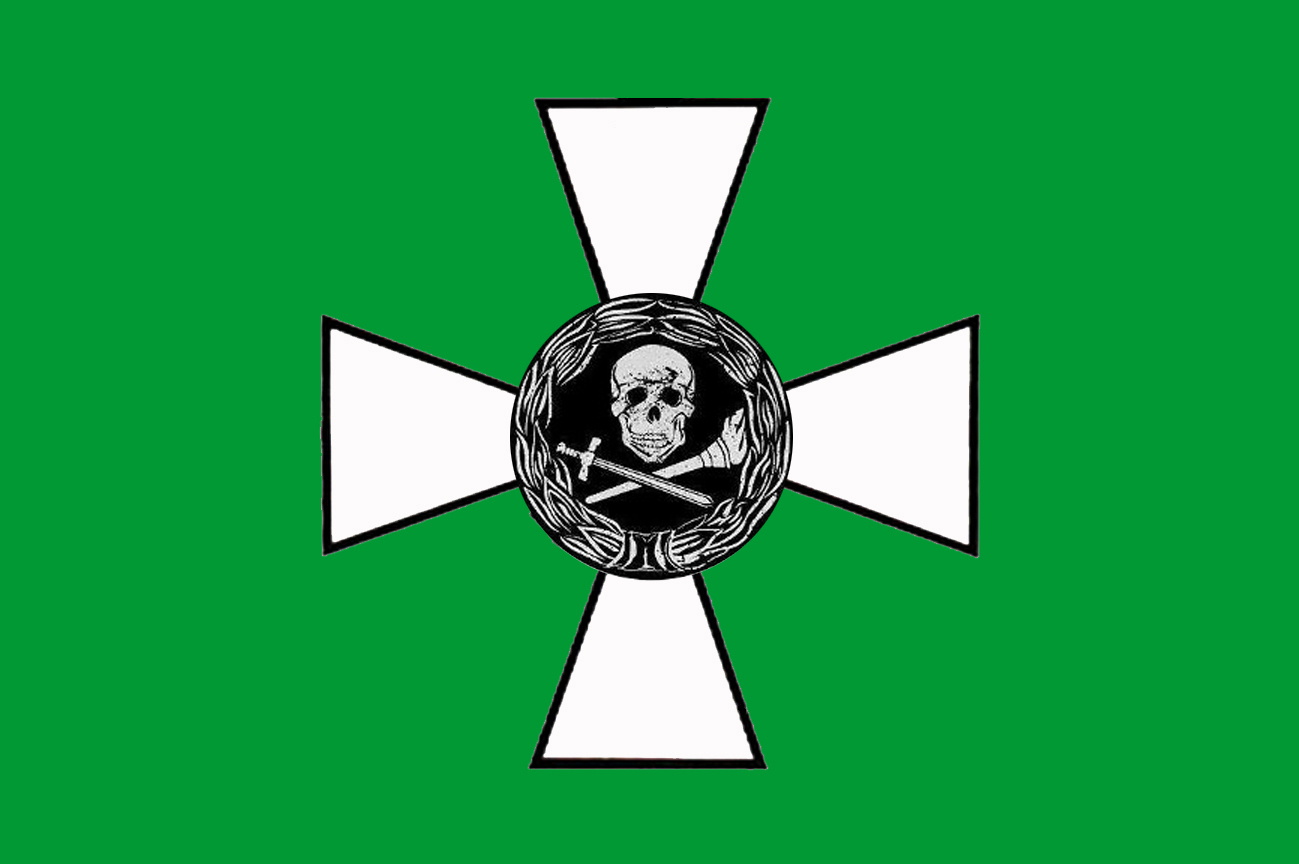
Реконструкция обратной стороны знамени одного из отрядов партии (автор: Алексей Трубкин).